# Rhaucoides ornatus
Rhaucoides ornatus is een hooiwagen uit de familie Cosmetidae.